# Christopher Naliali
 (juin 2016).
Si vous disposez d'ouvrages ou d'articles de référence ou si vous connaissez des sites web de qualité traitant du thème abordé ici, merci de compléter l'article en donnant les références utiles à sa vérifiabilité et en les liant à la section « Notes et références ».
Christopher Naliali , né le 8 mars 1992 aux Lilas (France), est un athlète franco-ivoirien spécialiste des épreuves de sprint,. Depuis le 23 juin 2019, il représente la France en compétitions internationales,.

## Biographie
En 2013, il descend à 21 s 42 sur 200 m, lors de la finale des championnats de France espoir 2013 à Aubagne, derrière Romain Ken 21 s 17.
En 2014, il participe aux championnats d'Afrique sur 200 m et sur relais 4 × 100 m.
En 2015, il remporte la médaille d'or des Jeux africains sur le relais 4 × 100 m en 38 s 93.
En 2016, lors des championnats de France en salle 2016, il termine 2e en finale du 60 mètres en 6 s 68 derrière Christophe Lemaitre en 6 s 64.

## Palmarès

### International
| Date | Compétition                       | Lieu        | Résultat | Épreuve   | Temps        |
| ---- | --------------------------------- | ----------- | -------- | --------- | ------------ |
| 2015 | Jeux africains                    | Brazzaville | 1er      | 4 × 100 m | 38 s 93      |
| 2019 | Championnats d'Europe par équipes | Bydgoszcz   | 2e       | 4 x 400 m | 3 min 2 s 08 |

### National
| Date | Compétition                     | Lieu              | Épreuve   | Place | Temps   |
| ---- | ------------------------------- | ----------------- | --------- | ----- | ------- |
| 2014 | Championnats de France          | Reims             | 4 × 100 m | 1er   | 39 s 79 |
| 2015 | Championnats de France          | Villeneuve-d'Ascq | 4 × 100 m | 1er   | 39 s 90 |
| 2016 | Championnats de France en salle | Aubière           | 60 m      | 2e    | 6 s 68  |
| 2018 | Championnats de France          | Albi              | 400 m     | 1er   | 46 s 23 |
| 2019 | Championnats de France          | Saint-Étienne     | 400 m     | 1er   | 46 s 11 |

### Records personnels
| Épreuve     | Temps   | Lieu          | Date            |
| ----------- | ------- | ------------- | --------------- |
| 60 m salle  | 6 s 68  | Aubière       | 27 février 2016 |
| 100 m       | 10 s 36 | Argentan      | 5 juin 2016     |
| 200 m       | 20 s 76 | New-York      | 10 juin 2017    |
| 200 m salle | 21 s 19 | Aubière       | 28 février 2016 |
| 400 m       | 46 s 11 | Saint-Étienne | 28 juillet 2019 |